# كريستا فلاناجان
كريستا فلاناجان (بالإنجليزية: Crista Flanagan)‏ هي ممثلة أمريكية، ولدت في 24 فبراير 1976 في الولايات المتحدة.

## أعمال

### أفلام
- (2008) قابل الإسبارطيين[4]
- (2010) فامبيرز ساك[5]

### مسلسلات
- أم
- رجال ماد

## وصلات خارجية
- كريستا فلاناجان على موقع IMDb (الإنجليزية)
- كريستا فلاناجان على موقع ألو سيني (الفرنسية)
- كريستا فلاناجان على موقع أول موفي (الإنجليزية)
- كريستا فلاناجان على موقع قاعدة بيانات الأفلام السويدية (السويدية)
- كريستا فلاناجان على موقع قاعدة بيانات الفيلم (الإنجليزية)
- كريستا فلاناجان على موقع كينوبويسك (الروسية)